# تیبستی
تیبستی یک منطقه در چاد است که مرکز آن بردای است. تیبستی ۲۵٬۴۸۳ نفر جمعیت دارد.